# Sherry Palmer
Pour les articles homonymes, voir Palmer.
Sherry Palmer est un personnage de 24 heures chrono. Elle était la femme du sénateur puis du président David Palmer.
Elle le connaît depuis son enfance. Ils ont deux enfants : Keith et Nicole.
Très ambitieuse, proche de la folie, elle manigance dans le dos de son candidat de mari, « pour l'aider », selon elle. Elle ira jusqu'à jeter une femme dans ses bras pour que cette dernière lui rapporte les propos de son mari. Quand elle mettra la fille de Jack Bauer en danger par son attitude, David Palmer lui demandera de ne plus l'approcher à la fin de la saison 1. Mais on ne se débarrasse pas comme cela d'une telle femme...
Dans la saison 2, les tensions vont augmenter entre elle et son mari car elle deviendra très vite son ennemi. Elle est maintenant divorcée et ne s'est toujours pas remise de son divorce. Elle en veut à David car il l'a évincée après tant d'années de travail en commun. Elle causera beaucoup de problèmes à son mari et aussi au héros de la série, Jack Bauer. Elle collaborera avec Jack Bauer contre les terroristes et permettra leur arrestation et d'éviter une guerre, contre son immunité.

Dans la saison 3, elle sera même capable d'essayer d'envoyer son mari en prison. Mais elle n'y arrivera pas et se fera abattre par Julia Milliken, femme d'un des donateurs du président.
Sherry Palmer est incarnée par Penny Johnson Jerald.